# Martin Schulz (Triathlet)
Martin Schulz (* 17. März 1990 in Oschatz) ist ein deutscher Triathlet, Welt- und Europameister sowie Goldmedaillengewinner im Sprint-Triathlon bei den Paralympics 2016 und 2020.

## Werdegang
Martin Schulz fehlt von Geburt an der linke Unterarm.
Er kam als Sechsjähriger zum Schwimmsport und von dort später zum Triathlon. Mit 14 Jahren ging er in Leipzig auf das Sportinternat.
2013 wurde er in der Türkei Europameister in der Klasse TRI-4 (Startklasse PT4: eine unterstützende Halterung am Rad und sonst keine weiteren technischen Hilfsmittel) und er konnte diesen Erfolg bis zuletzt 2016 fünf Mal in Folge erfolgreich verteidigen. 

### Sieger der Paralympischen Spiele 2016
Der Athlet, der für den Verein SC DHfK Leipzig startet, konnte 2016 als erster Triathlet den Hattrick mit jeweils Gold bei den Welt- und Europameisterschaften sowie den Paralympics schaffen.
Trainiert wird er von Tom Kosmehl. Nach London 2012 war dies seine zweite Teilnahme bei den Paralympics.
Bei seinem ersten Duathlon-Start wurde der damals 29-Jährige im August 2019 Zweiter beim Weltcup-Rennen in Tokio – der Triathlon musste wegen schlechter Wasserqualität kurzfristig als Duathlon ausgetragen werden.

### Sieger der Paralympischen Spiele 2020
Schulz gewann am 29. August 2021 Gold im Triathlon-Sprint der Paralympischen Spiele 2020 in Tokio.

### Paralympische Spiele 2024
Für die Eröffnungsfeier der Paralympischen Spiele 2024 in Paris wurde er gemeinsam mit der Parakanutin Edina Müller zum Fahnenträger seiner Nation ernannt.
Er absolvierte zwei Ausbildungen, als Bürokaufmann und Sport- und Fitnesskaufmann.

## Sportliche Erfolge
| Datum/Jahr    | Rang | Wettbewerb                               | Austragungsort | Zeit     | Bemerkung                                                                                                   |
| ------------- | ---- | ---------------------------------------- | -------------- | -------- | --- |
| 29. Aug. 2021 | 1    | Sommer-Paralympics 2020                  | Tokio          | 00:58:10 | in der Klasse PTS5                                                                                          |
| 17. Aug. 2019 | 2    | ITU Paratriathlon World Cup              | Tokio          | 00:55:24 | |
| 10. Sep. 2016 | 1    | Sommer-Paralympics 2016                  | Rio de Janeiro | 01:02:37 | in der Klasse PT4                                                                                           |
| 23. Juli 2016 | 1    | ITU Paratriathlon World Championships    | Rotterdam      | 01:01:25 | Weltmeister in der Klasse PT4                                                                               |
| 26. Mai 2016  | 1    | ETU Triathlon European Championships     | Lissabon       | 00:59:54 | Europameister in der Klasse PT4                                                                             |
| 10. Juli 2015 | 1    | ETU Triathlon European Championships     | Genf           | 00:57:27 | Europameister in der Klasse PT4                                                                             |
| 28. Juni 2015 | 19   | DTU Deutsche Meisterschaft Triathlon     | Düsseldorf     | 00:56:24 | Deutsche Triathlon-Meisterschaft auf der Sprintdistanz (0,75 km Schwimmen, 20 km Radfahren und 5 km Laufen) |
| 20. Juni 2014 | 1    | ETU Triathlon European Championships     | Kitzbühel      | 00:59:56 | Europameister in der Klasse PT4                                                                             |
| 20. Juli 2013 | 1    | DTU Deutsche Meisterschaft Paratriathlon | Hamburg        | 00:59:27 | Deutscher Meister in der Klasse TRI-4                                                                       |
| 14. Juni 2013 | 1    | ETU Triathlon European Championships     | Alanya         | 01:00:44 | Europameister in der Klasse TRI-4                                                                           |
| 22. Apr. 2012 | 1    | ETU Triathlon European Championships     | Eilat          | 01:00:20 | Europameister in der Klasse TRI-4                                                                           |

(DNF – Did Not Finish; LAP – Überrundet)